# Indigofera vicioides
Indigofera vicioides är en ärtväxtart som beskrevs av Hippolyte François Jaubert och Édouard Spach. Indigofera vicioides ingår i släktet indigosläktet, och familjen ärtväxter. Utöver nominatformen finns också underarten I. v. rogersii.